# Couterne
Couterne är en kommun i departementet Orne i regionen Normandie i nordvästra Frankrike. Kommunen ligger i kantonen La Ferté-Macé som tillhör arrondissementet Alençon. År 2018 hade Couterne 1 089 invånare.

## Befolkningsutveckling
Antalet invånare i kommunen Couterne
| Referens: INSEE |